# Robin Hood: Men in Tights
Robin Hood: Men In Tights (Engels voor "mannen in maillots") is een Amerikaanse komische film uit 1993, geregisseerd door Mel Brooks. De film is een parodie op het verhaal van Robin Hood en de op dit verhaal gebaseerde films, met name de twee jaar eerder verschenen film Robin Hood: Prince of Thieves.

## Prijzen en nominaties
In 1994 werd “Robin Hood: Men in Tights” genomineerd voor een Young Artist Award in de categorie Outstanding Family Motion Picture – Comedy.

## Verhaal
Het verhaal van de film volgt in grote lijnen het traditionele verhaal over Robin Hood.
Robin komt na jaren gevangenschap in Turkije weer terug in zijn geboorteland, waar hij bij aankomst uit blijdschap de grond kust. Aangekomen bij zijn ouderlijk huis blijkt het kasteel dat jarenlang in bezit van de familie was, in beslag genomen te zijn door Jan zonder Land, de tirannieke koning die het land beheerst. Deze koning heeft de troon in beslag genomen nadat zijn broer Richard Leeuwenhart, een aanmerkelijk rechtvaardiger heerser, lang geleden vertrokken is om strijd te voeren elders in Europa. Het kasteel wordt voor de ogen van Robin weggesleept. Blinkin, de blinde assistent van de familie, en niet bepaald een groot licht, besluit Robin te helpen op zijn tocht om het kasteel terug te krijgen. Onderweg ontmoet hij de Afrikaanse uitwisselingsstudent Atsjoe, die hij redt uit de klauwen van een stel struikrovers. Atsjoe sluit zich aan bij het groepje, op zoek naar de koning.
Het groepje vervolgt zijn tocht, en strandt bij een riviertje van minuscule proporties. Een potige kerel, genaamd "Kleine Jan" bewaakt het stroompje en wil Robin er pas langs laten, wanneer er een zekere hoeveelheid tol betaald wordt. Robin neemt dit niet, en een stokkengevecht begint. De stokken blijken echter niet van de beste kwaliteit, en breken om de paar slagen doormidden. De strijd eindigt abrupt wanneer Kleine Jan uitglijdt in het stroompje, en Robin hem zijn leven redt door hem uit het stroompje op te vissen. Kleine Jan is Robin eeuwig dankbaar, en besluit Robin voortaan te volgen.
Robin komt erachter dat de huidige koning niet alleen zijn kasteel heeft afgenomen, maar ook de rest van het volk slecht behandelt. Uit een grote groep dorpsbewoners zet hij een leger op van mannen die hij leert vechten en in maillots hijst, om op die manier de koning te kunnen verslaan. Tijdens de eerste fase van de strijd tegen de koning leert Robin echter de mooie maagd Marian kennen, de roodharige dochter van de vorige koning, en het nichtje van de huidige. Hij wordt op slag verliefd.
Robin besluit eens het feest van Prins John te komen bezoeken. Hij weet het feest goed te verstieren, dit tot groot ongenoegen van Prins John die de Sheriff of Rottingham opdracht geeft Robin op te pakken. Prins John vraagt raad aan de heks Latrine (die helemaal weg is van de Sheriff). Ze geeft hem het advies om een boogwedstrijd te houden. Zoals verwacht kan Robin het niet laten deel te nemen aan dit toernooi. Hij haalt het tot de laatste rondes. Hij verliest deze ronde aanvankelijk, maar kan dankzij een kopie van het scenario dat hij op zak heeft bewijzen dat hij nog een schot tegoed heeft. Met dit extra schot wint hij het toernooi, maar wordt nadien gearresteerd. Lady Marian stemt toe met de sheriff te trouwen in ruil voor Robins vrijheid.
Robin en zijn mannen verstoren de bruiloft echter. Robin doodt de Sheriff per ongeluk.
Maar de heks Latrine geeft hem een genezend drankje op voorwaarde met haar te trouwen.
Koning Richard keert terug om de troon terug te eisen. Robin en Marian trouwen. En dan moet nog maar blijken of de sleutel van Robin op de kuisheidsgordel van Marian past......

## Rolverdeling
| Acteur            | Personage                  |
| ----------------- | -------------------------- |
| Cary Elwes        | Robin Hood                 |
| Richard Lewis     | Prins Jan                  |
| Roger Rees        | Sheriff van Rottingham     |
| Amy Yasbeck       | Vrouwe Marian              |
| Mel Brooks        | Rabbi Tuckman              |
| Eric Allan Kramer | Kleine Jan                 |
| Mark Blankfield   | Blinkin                    |
| Dave Chappelle    | Ahchoo                     |
| Matthew Porretta  | Will Scarlet O'Hara        |
| Megan Cavanagh    | Broomhilde                 |
| Tracey Ullman     | Latrine de heks            |
| Patrick Stewart   | Koning Richard Leeuwenhart |
| Dom DeLuise       | Don Giovanni               |
| Dick Van Patten   | de abt                     |
| Isaac Hayes       | Asneeze                    |

## Citaten
- Robin Hood ziet zijn blinde assistent Blinkin in het holst van de nacht op de uitkijktoren staan.

Robin: Blinkin, what are you doing up there?
Blinkin: Euh.... (denkt na) Guessing...? I... guess no-one is coming?
- De koning, na het zoenen van een van zijn vrouwelijke onderdanen: It's good to be the king! (verwijzing naar een uitspraak uit eerdere films van Mel Brooks)
- Atsjoe roept de blinde assistent van Robin.

Atsjoe: Hé Blinkin!
Blinkin: Did you say "Abe Lincoln"?

## Wetenswaardigheden
- In de film worden honderden vormen van anachronisme gebruikt voor komische effecten, zoals een bordje met “EXIT” dat verschijnt wanneer Robin het kasteel verlaat.
- Een aantal mensen die betrokken waren bij eerdere Robin Hood-producties, hebben gastrollen in de film.
- De mooie maagd Marian wordt bewaakt door een stevig gebouwde matrone. In de originele versie spreekt deze matrone met een Duitse tongval, en gebruikt ze Duitse uitdrukkingen. In de nagesynchroniseerde versie voor het Duitse taalgebied heeft zij echter een Nederlands accent meegekregen.
- De pukkel op het gezicht van prins John verandert regelmatig van plaats.